# Helius rectus
Helius rectus là một loài ruồi trong họ Limoniidae. Chúng phân bố ở vùng Tân nhiệt đới.